# Stray Cat Strut
Stray Cat Strut ist ein von Brian Setzer geschriebener Song, der als achtes Stück auf dem Debütalbum der Rockabillyband Stray Cats im Jahr 1981 in England veröffentlicht wurde.

## Hintergrund
Nach einem Konzert in London trafen die Stray Cats den Produzent Dave Edmunds, der ihr Debütalbum für Arista Records produzierte. Neben den Songs Runaway Boys und Rock This Town wurde Stray Cat Strut einer der größten Erfolge der Gruppe. In England erreichte der Titel Platz elf der Charts. In den Vereinigten Staaten wurde der Song erst 1982 auf dem Album Built for Speed veröffentlicht und erreichte n den Billboard Hot 100 Charts Platz drei. Das Musikvideo von Julien Temple enthält Szenen aus dem MGM Cartoon Bad Luck Blackie von 1949.

## Coverversionen
Brian Setzer spielte das Lied mit seiner neuen Band, dem The Brian Setzer Orchestra. Die Band spielte den Song während ihrer Konzerte und veröffentlichte es auf dem Album The Ultimate Collection.
Im Jahr 1989 nahm die spanische Rockabillyband Los Renegados den Song in Spanisch auf, der wiederum im Jahr 2006 von Jacky Los Daniels gecovert wurde. Im selben Jahr veröffentlichte die Ska-Punk-Gruppe Reel Big Fish den Song auf ihrem Tributalbum Go Cat Go! A Tribute to Stray Cats.
Eine Old-Time Version wurde 2016 von den Bridge City Sinners aufgenommen.
Lee Rocker spielte den Titel 2018 auf dem Album The Low Road.

## Rezeption
Stewart Mason schrieb über den Song bei Allmusic:

“The archetypal Stray Cats song, 1982's Stray Cat Strut is, ironically, not a rockabilly tune at all, but a jazzy R&B-style ballad…Built on a killer walking bass line and Brian Setzer's tremolo-enhanced guitar lines, "Stray Cat Strut" has a timeless quality…., and Setzer's slyly self-inflating lyrics are delivered with enough humor and panache to keep it from merely sounding arrogant.”

„Der archetypische Stray-Cats-Song, der 1982er Stray Cat Strut ist ironischerweise überhaupt kein Rockabillysong, sondern eine jazzige, R & B-artige Ballade ... Das auf einer super Walking Basslinie und Brian Setzers Tremolo-verstärkte Gitarrenlinien aufbauende Stray Cat Strut hat eine zeitlose Qualität .... und Setzers listig selbstaufblasender Text wird mit genug Humor und Elan vorgetragen um ihn davor zu bewahren, nur überheblich zu klingen.“

Im Oktober 1998 wählten die Leser des Guitar World Magazin Brian Setzers Solo auf Stray Cat Strut auf Platz 92 der "Top 100 Guitar Solos of All Time" Liste.